# クレドール
クレドール（英語表記: CREDOR）は日本の腕時計メーカーセイコーウオッチ（以下、セイコー）が展開する高級・宝飾腕時計ブランドのひとつである。1974年に誕生したブランドで一般的なダイヤモンドや白蝶貝を宝飾した腕時計に加え、彫金や漆、螺鈿、蒔絵など、日本の美術や日本の伝統工芸の技術を取り入れたモデルを多く展開している。ブランド誕生45周年を迎えた2019年にセイコーから独立し、グランドセイコーと並ぶ第二の柱として展開を継続している。

## 概要
クレドール（CRÊTE D’OR）はフランス語で「黄金の頂き」という意味である。クレストマークの山の頂きを模したデザインは著名なグラフィックデザイナーなどではなく、入社1年目の社内の若手プロダクトデザイナーのデザインである。
グランドセイコーは「日常で使う美のための腕時計」、クレドールは「特別なときにつける腕時計」と区別されている。

## 歴史
- 1974年（昭和49年） - 貴金属を素材としたセイコー「特選時計」をグループ化し「クレドール」が誕生。
- 1980年（昭和55年） - クレストマークを制定。
- 1982年（昭和57年） - ジュエリーウオッチの製造・販売を開始。
- 1985年（昭和60年） - リネアクルバ・シリーズ発表。
- 1986年（昭和61年） - オルディネール・シリーズ発表。
- 1987年（昭和62年） - エントラータ・シリーズ発表。
- 1993年（平成5年）
  - 極薄メカニカルムーブメント（キャリバー6870）搭載モデルを発表。
  - エレガントウオッチシリーズを発表。
- 1996年（平成8年） - 竹をモチーフとしたメカニカルスケルトンモデル（キャリバー6899）を発表。
- 1998年（平成10年） - 日本刀のシルエットに着想を得たジュエリーウォッチ「刀」を発表[6]。
- 1999年（平成11年） - スプリングドライブを発表。
- 2002年（平成14年） - アクア・シリーズを発表。
- 2004年（平成16年） - ノード・シリーズを発表。
- 2006年（平成18年）
  - 日本初のコンプリケーションウオッチ「NODE スプリングドライブ ソヌリ」を発表。
- 2008年（平成20年） - 世界初の機構「トルクリターンシステム」を採用し、新ムーブメント（キャリバー7R08）を搭載した「NODE 叡智」を発表。
- 2011年（平成23年） - セイコー創業130周年を記念して「NODE スプリングドライブ ミニッツリピーター」を発表。
- 2012年（平成24年） - 象嵌技法「ピクウェ」を採用したモデルを発表。
- 2014年（平成26年） - ブランド誕生40周年を記念してミニアチュールモデルを発表。
- 2016年（平成28年） - 神奈川沖浪裏をモチーフにしたセイコー初のトゥールビヨンモデル「FUGAKU」発表。
- 2019年（平成31年、令和元年）
  - グランドセイコーに続く2つ目の柱としてセイコーブランドから独立[2]。
  - ブランド誕生45周年を記念して、独自の立体彫金技法を凝らした懐中時計を発表。
- 2023年（令和7年）
  - 薄型メカニカルウオッチシリーズ、ゴールドフェザーを発表。
  - エレガントウオッチシリーズ、クオンを発表。
- 2024年（令和6年） - ブランド誕生50周年。

《出典なき記述 - 》